# Eroni Mawi
Eroni Cama Talemaisolomoni Mawi (Lautoka, 2 giugno 1996) è un rugbista a 15 figiano, che gioca nel ruolo di pilone nei Saracens.

## Biografia
Mawi si formò rugbisticamente nei club scolastici delle suo paese natale. Nel 2017 entrò a far parte di Fiji Drua, selezione figiana partecipante al National Rugby Championship, competizione che conquistò l'anno successivo. L'annata seguente partecipò al Global Rapid Rugby, torneo di esibizione di squadre del pacifico, nelle file dei Fijian Latui. Nel febbraio 2020 fu annunciato il suo ingaggio nel club inglese dei Saracens come rimpiazzo dell'infortunato Ralph Adams-Hale; nonostante non sia mai sceso in campo, è stato poi confermato nella rosa per la stagione 2020-2021.
A livello internazionale, Mawi fu il capitano della nazionale giovanile figiana con cui disputò le edizioni 2015 e 2016 del Trofeo World Rugby Under-20. Il suo debutto con le Figi avvenne contro Samoa, nel primo incontro della World Rugby Pacific Nations Cup 2018, torneo poi vinto dalla selezione figiana. Successivamente partecipò al tour europeo di novembre dove scese in campo nella prima storica vittoria della nazionale figiana contro la Francia. Nell'annata seguente, dopo aver preso parte alla Pacific Nations Cup, fu convocato per la Coppa del Mondo di rugby 2019; durante la competizione iridata giocò tre incontri della fase a gironi segnando la sua prima meta in nazionale contro l'Uruguay.

## Palmarès
- National Rugby Championship: 1
Fiji Drua: 2018
- Pacific Nations Cup : 1
Figi 2018